# Barn
Barn (simbol b) je enota za površino in ne spada med SI enote. 1 barn (b) je enak 10−28 m² (kvadratnega metra). Enota se uporablja v jedrski fiziki, med drugim za izražavo efektivne površine jeder pri obravnavi sipanja delcev na jedrih atomov. Klasičen tovrstni eksperiment je Rutherfordovo sipanje snopa delcev alfa (helijevih jeder) na zlatih lističih, v eksperimentu iz leta 1909. Po velikosti je 1 barn približno enak efektivni površini jedra elementa urana.